# Grand Prix routier de Suède
Le Grand Prix routier de Suède était une compétition automobile organisée à Kristianstad en Suède sur le circuit automobile de Rabelöfsbanan dans le comté de Scanie. 
Il a été retenu dans une formule longue d'endurance en 1956 et 1957 pour être intégré au calendrier du Championnat du monde des voitures de sport, sous le nom de 1000 kilomètres puis de 6 Heures de Kristianstad, à la mi-août. Formant grossièrement en trapèze sur 6,537 kilomètres, certaines portions sinueuses du tracé ne permettaient pas à deux voitures de passer de front.
Trois, puis deux, courses figurèrent au programme le même jour durant trois saisons, les unes pour véhicules de Grand Tourisme (et de série), les autres plus longues pour voitures de sport.

## Palmarès

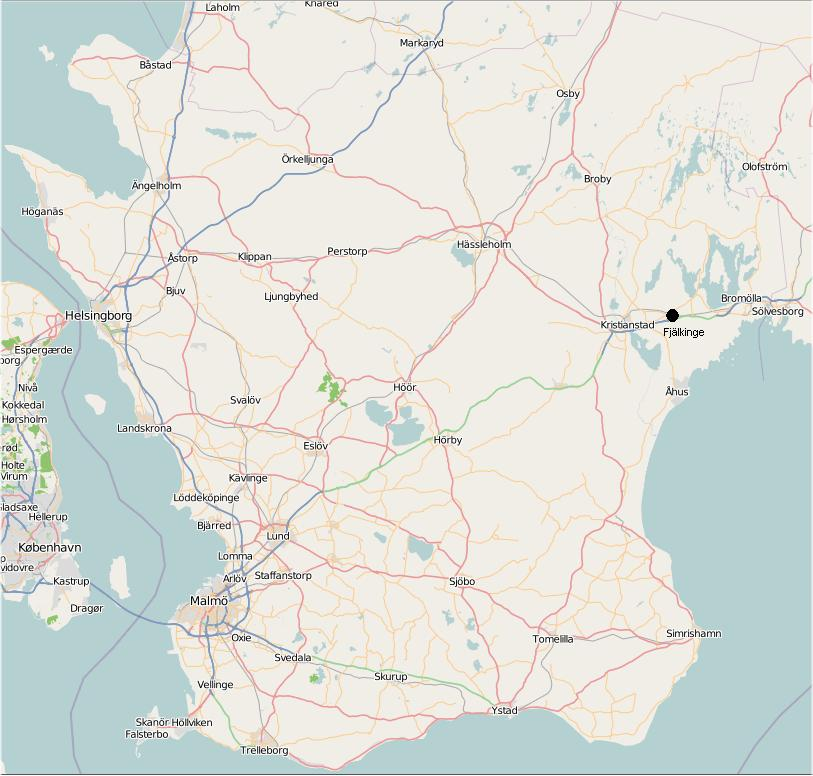
Carte de la Scanie pointant sur Fjälkinge (avec Kristianstad un peu à l'ouest).

| Année | Intitulé                                                                              | Date  | Équipe                                    | Vainqueur(s)                                     | Voiture                                                                        | Distance/Durée                                         | Championnat                                  |
| ----- | ------------------------------------------------------------------------------------- | ----- | ----------------------------------------- | ------------------------------------------------ | ------------------------------------------------------------------------------ | ------------------------------------------------------ | -------------------------------------------- |
| 1955  | .Grand Prix routier de Suède .GP de Suède Production et GT >2.0L. .GP de Suède GT 2L. | 07/08 | Daimler-Benz A.G. Daimler-Benz A.G Privée | Juan Manuel Fangio Karl Kling Jo Bonnier         | Mercedes-Benz 300 SLR Mercedes-Benz 300 SL Alfa Romeo 1900 Super Sprint Zagato | 209,184 km 104,592 km (16 tours) 104,592 km (16 tours) | -                                            |
| 1956  | . 1 000 kilomètres de Kristianstad .GP de Suède GT 2L.                                | 12/08 | Scuderia Ferrari Privée                   | Phil Hill et Maurice Trintignant Bengt Martenson | Ferrari 290 MM Mercedes-Benz 300 SL                                            | 1 000,161 km (153 tours) 104,592 km (16 tours)         | Championnat du monde des voitures de sport - |
| 1957  | .6 Heures de Kristianstad .GP de Suède GT 2L.                                         | 11/08 | Officine Alfieri Maserati Privée          | Jean Behra et Stirling Moss Curt Lincoln,        | Maserati 450S Ferrari 250 GT                                                   | 6 Heures 1 minute (947,865 km) 104,592 km (16 tours)   | Championnat du monde des voitures de sport - |